# Liste der Monuments historiques in Plaimbois-du-Miroir
Die Liste der Monuments historiques in Plaimbois-du-Miroir führt die Monuments historiques in der französischen Gemeinde Plaimbois-du-Miroir auf.

## Liste der Immobilien
| Bezeichnung     | Beschreibung                                                                                                 | Standort                  | Kennzeichnung | Schutzstatus | Datum | Bild           |
| --------------- | --- | ------------------------- | ------------- | ------------ | ----- | -------------- |
| Moulin Girardot | Sägewerk, vor 1884 erbaut, 1988 stillgelegt; mit der technischen Ausstattung und den wasserbaulichen Anlagen | westlich des Ortes (Lage) | PA25000044    | Inscrit      | 2004  | weitere Bilder |